# Jaksmanice

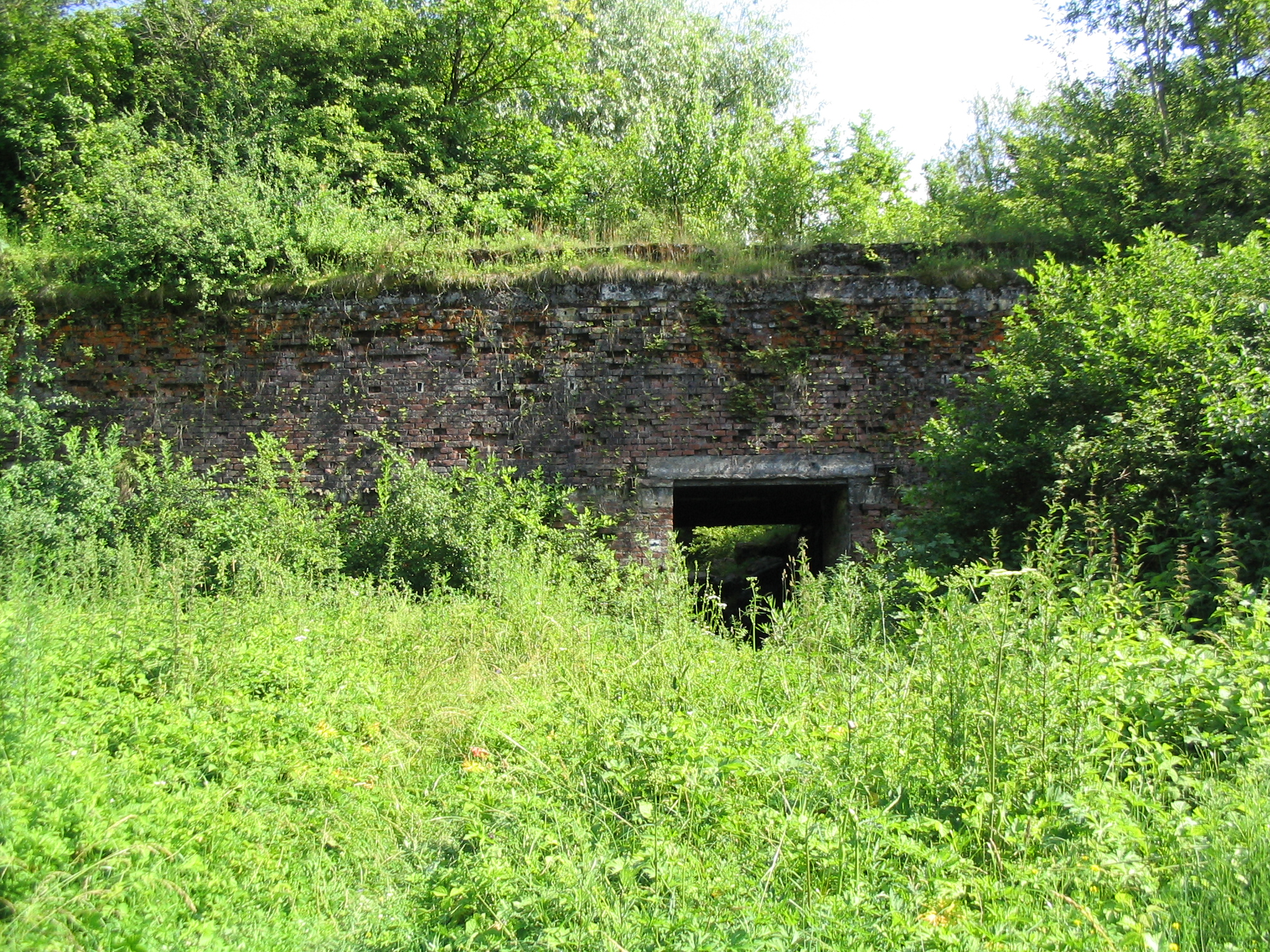
Fort II „Jaksmanice”

Jaksmanice (w latach 1977–1981 Witoldówek) – wieś w Polsce położona w województwie podkarpackim, w powiecie przemyskim, w gminie Medyka, na granicy z Ukrainą.
Wieś starostwa przemyskiego Jaskmanice Regalis położona była na przełomie XVI i XVII wieku w powiecie przemyskim ziemi przemyskiej województwa ruskiego.
W latach 1944–1948 w ZSRR (rejon medycki, obwód drohobycki). W maju 1948, w związku z korektą granicy państwową między Polską a ZSRR, włączone z powrotem do Polski. 
W II Rzeczypospolitej wieś w powiecie przemyskim w województwie lwowskim.
W latach 1944–1945 nacjonaliści ukraińscy z OUN-UPA zamordowali tutaj 4 Polaków i 1 Ukraińca za „zdradę sprawy narodu ukraińskiego”.
W latach 1975–1998 miejscowość administracyjnie należała do województwa przemyskiego.
Teren pagórkowaty, dominuje rolnictwo.
We wsi znajdują się ruiny fortyfikacji Twierdzy Przemyśl z czasów zaboru austro-węgierskiego oraz cmentarz z widokiem na ukraińską stronę granicy. Stoi tam także kościół parafii rzymskokatolickiej przekształcony po II wojnie światowej z cerkwi greckokatolickiej.